# Bowen Byram
Bowen Byram (* 13. června 2001) je profesionální kanadský hokejový obránce momentálně hrající v týmu Colorado Avalanche v severoamerické lize NHL. Colorado ho v roce 2019 draftovalo v 1. kole jako 4. celkově. V roce 2022 získal s týmem Stanley Cup.

## Klubové statistiky
| Sezona      | Klub               | Soutěž      | Základní část | Základní část | Základní část | Základní část | Základní část | Play off | Play off | Play off | Play off | Play off |
| Sezona      | Klub               | Soutěž      | Z             | G             | A             | B             | TM            | Z        | G        | A        | B        | TM       |
| ----------- | ------------------ | ----------- | ------------- | ------------- | ------------- | ------------- | ------------- | -------- | -------- | -------- | -------- | -------- |
| 2016/17     | Vancouver Giants   | WHL         | 11            | 0             | 0             | 0             | 8             | —        | —        | —        | —        | —        |
| 2017/18     | Vancouver Giants   | WHL         | 60            | 6             | 21            | 27            | 52            | 7        | 3        | 4        | 7        | 6        |
| 2018/19     | Vancouver Giants   | WHL         | 67            | 26            | 45            | 71            | 80            | 22       | 8        | 18       | 26       | 18       |
| 2019/20     | Vancouver Giants   | WHL         | 50            | 14            | 38            | 52            | 76            | —        | —        | —        | —        | —        |
| 2020/21     | Colorado Avalanche | NHL         | 19            | 0             | 2             | 2             | 23            | —        | —        | —        | —        | —        |
| 2021/22     | Colorado Avalanche | NHL         | 30            | 5             | 12            | 17            | 12            | 20       | 0        | 9        | 9        | 10       |
| 2021/22     | Colorado Eagles    | AHL         | 2             | 0             | 0             | 0             | 2             | —        | —        | —        | —        | —        |
| 2022/23     | Colorado Avalanche | NHL         | 42            | 10            | 14            | 24            | 38            | 7        | 0        | 3        | 3        | 0        |
| 2023/24     | Colorado Avalanche | NHL         | 55            | 8             | 12            | 20            | 40            | —        | —        | —        | —        | —        |
| 2023/24     | Buffalo Sabres     | NHL         | 18            | 3             | 6             | 9             | 13            | —        | —        | —        | —        | —        |
| NHL celkově | NHL celkově        | NHL celkově | 164           | 26            | 46            | 72            | 126           | 27       | 0        | 12       | 12       | 10       |

### Reprezentační statistiky
| 2018            | Kanada 18       | MS18            | 5  | 0 | 1  | 1  | 0 | 5. místo         |
| 2018            | Kanada 18       | HGC             | 5  | 1 | 3  | 4  | 8 | Zlatá medaile    |
| 2020            | Kanada 20       | MSJ             | 7  | 0 | 2  | 2  | 0 | Zlatá medaile    |
| 2021            | Kanada 20       | MSJ             | 7  | 1 | 4  | 5  | 0 | Stříbrná medaile |
| Junioři celkově | Junioři celkově | Junioři celkově | 24 | 2 | 10 | 12 | 8 |                  |